# Antonio Arellano
Antonio Arellano (ca. 1640, Ciudad de México - ca. 1700) fue un pintor casado con Magdalena Vázquez de Urbina, y padre del también pintor Manuel Arellano.  Los testamentos de Antonio de Arellano y de su esposa, Magdalena Vázquez de Urbina, además del testamento de Manuel de Arellano atestiguan que Antonio y Manuel fueron padre e hijo. 
En los lienzos del siglo XVII y XVIII, pintados en la Ciudad de México por la familia de Antonio y Manuel Arellano, y como la mayoría de las obras firmadas, únicamente presentan el apellido, es difícil por lo tanto deslindar a quién de los dos familiares pertenece cada pieza. Además de contar con noticias de Antonio Arellano, y de su hijo Manuel, que trabajaron a finales del siglo XVII y principios del siglo XVIII, también han quedado documentos de un tercer pintor, el “Mudo Arellano”, cuyo mote parece diferenciarlo y en consecuencia no debe tratarse de ninguno de los anteriores.

## Obras conservadas
- La Coronación de la Virgen, firmada por Arellano, se encuentra en la vasta colección de pintura virreinal del Museo de la Basílica de Guadalupe (México). La composición es la Asunción de María, incluyendo además la Coronación de la Virgen a su llegada al Cielo, por parte de la Santísima Trinidad.[3]

La Virgen, fue representada con elementos de la Purísima Concepción: la túnica blanca y el manto azul, la luna bajo sus pies, y la coronación por parte de la Trinidad, que es común en representaciones de la Tota Pulcra.
La coronación de la Virgen, que presenta claramente la firma Arellano F[ecit]., ha sido fechada como de los siglos XVII-XVIII, es decir, en un periodo de transición entre ambos siglos.
A pesar de la firma, no es fácil precisar si es una pintura de Antonio Arellano o de su hijo Manuel, además los pintores novohispanos de apellido Arellano representan una verdadera problemática histórico-artística.
- En la colección Lamborn del Museo de Arte de Filadelfia, se conserva un cuadro que ha sido atribuido al pintor “José Arellano”, datado ca. 1770, probable miembro de la tercera generación de la misma familia de pintores, naturales de la ciudad de México.
- Cuadro de la Virgen de Gadalupe, conservado en la Sacristía de la iglesia del Señor San José (Sevilla), espléndida pieza, firmada por Arellano, del tránsito al siglo XVIII.